# Sørfold

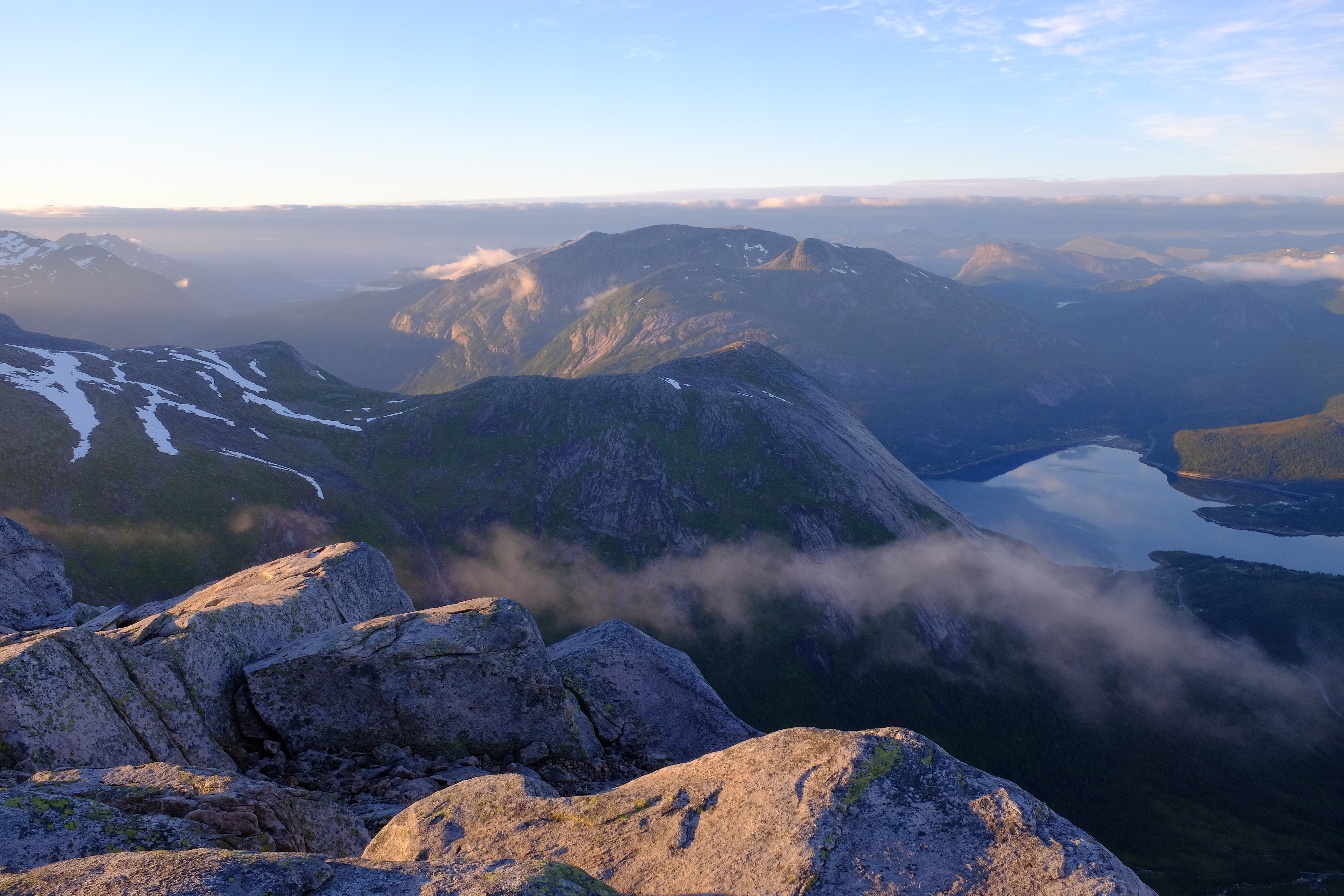
Le village de Mørsvikbotn à Sørfold, vue depuis le sommet du Blåfjell. En bas vers la droite le village de Elenjorda, vers la gauche Innhavet.

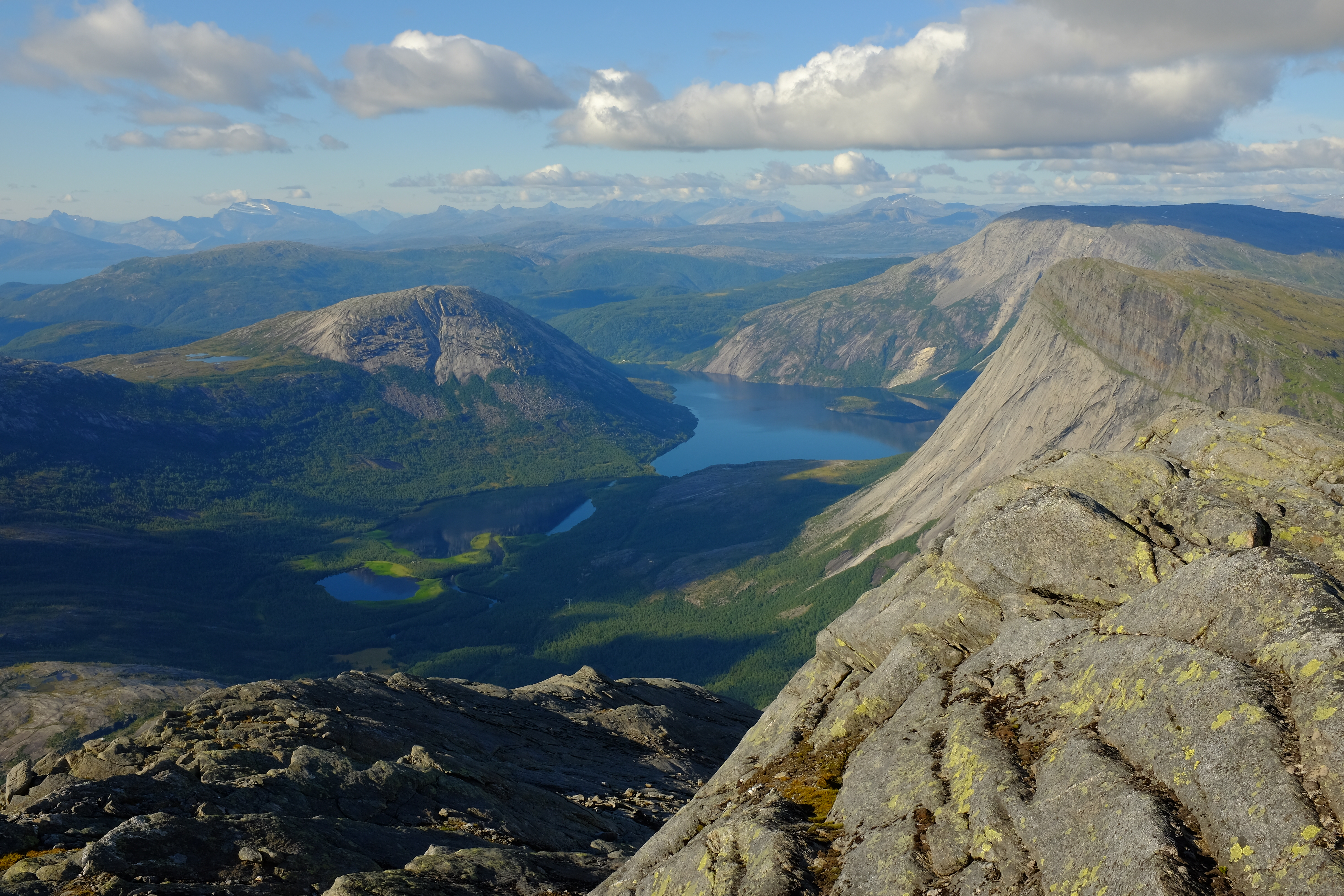
Le lac dAndkjelvatnet à Sørfold. Aout 2016.

Sørfold est une kommune de Norvège. Elle est située dans le comté de Nordland. Elle est traversée par le fjord Sørfolda.

## Localités
- Aspenes (67° 29′ 00″ N, 15° 32′ 00″ E)
- Aspfjord
- Bonå
- Elenjorda
- Engan (67° 35′ 00″ N, 15° 49′ 00″ E)
- Gyltvikmoen (67° 27′ 00″ N, 15° 33′ 00″ E)
- Haukenes (67° 33′ 00″ N, 15° 16′ 00″ E)
- Helland (67° 22′ 00″ N, 15° 38′ 00″ E)
- Hestvika (67° 31′ 00″ N, 15° 30′ 00″ E)
- Leirfjordgården (67° 35′ 00″ N, 15° 46′ 00″ E)
- Øvre Kvarv (67° 27′ 00″ N, 15° 35′ 00″ E)
- Rørstad (67° 34′ 00″ N, 15° 13′ 00″ E)
- Røsvik (67° 29′ 00″ N, 15° 28′ 00″ E)
- Sagfjordbotn (67° 37′ 00″ N, 15° 26′ 00″ E)
- Storeide
- Straumen (67° 21′ 00″ N, 15° 36′ 00″ E)
- Styrkesnes
- Styrkesvik (67° 31′ 00″ N, 15° 32′ 00″ E)